# Faro de Cabo de las Salinas
El Faro de Cabo de las Salinas (en catalán: Far del Cap Salines) es un faro situado en el punto más meridional de la isla de Mallorca, Islas Baleares, España, en el cabo del mismo nombre. En 1982 fue el primer faro de España en ser alimentado mediante paneles solares.

## Historia
Los terrenos para su construcción fueron cedidos gratuitamente por el Marqués del Palmer. En un principio se proyectó tan cerca de la costa que pronto se vio que sería afectado por la acción del mar, por lo que sin llegar a tomar una resolución sobre este proyecto se presentó un segundo que situaba el faro a 60 metros de la costa que fue el que finalmente se llevó a la práctica.

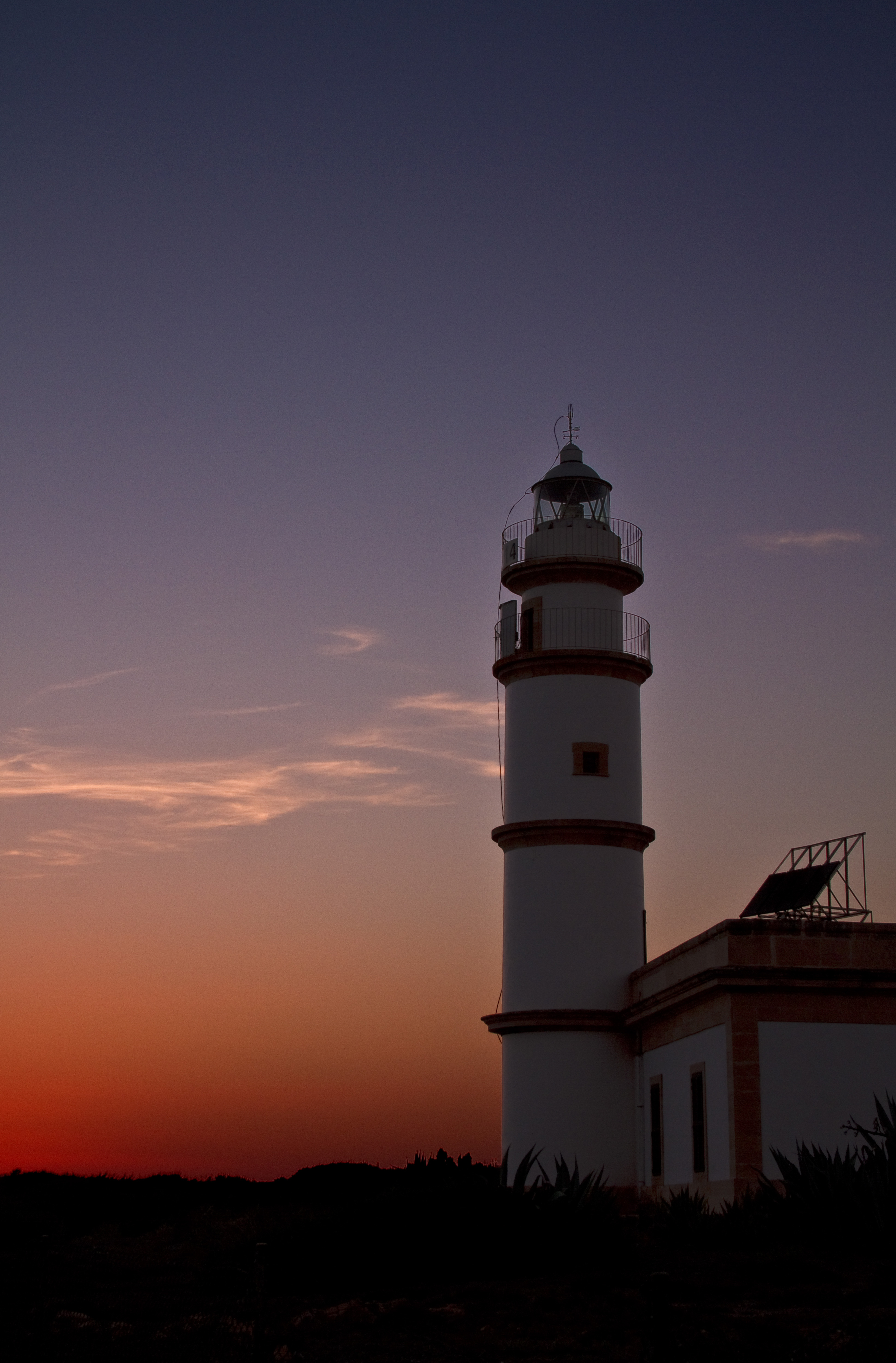
Vista del faro al anochecer.

Fue inaugaurado el 31 de agosto de 1863. Era un faro de 6º orden, con una óptica catadióptrica de 300 mm de distancia focal, estaba alimentado con aceite de oliva y emitía una luz blanca fija.
En 1917 se le instalaron unas pantallas giratorias con lo que obtuvo una característica de 4+1 ocultaciones y se le instaló una lámpara alimentada con acetileno con 12 millas náuticas de alcance, sustituida en 1957 por una alimentada con petróleo. En ese año se aumentó la altura de la torre en 6,5 metros de altura.
En 1960 el faro fue electrificado. Se colocaron dos destelladores para obtener una característica de 2+1 destellos cada 20 segundos, que sigue manteniendo. En mayo de 1960 se puso en servicio una instalación de aerogeneradores, primera en España de este tipo, pero no tuvo éxito debido principalmente a la ausencia de viento con la velocidad requerida, por ello fue sustituida por dos grupos electrógenos.
En los años 1980 se instalaron paneles solares, siendo el primer faro de España que se iluminaba con este tipo de alimentación.

## Características
El faro emite una luz blanca en grupos de tres destellos de un segundo de duración cada uno, siendo el tercero más retardado que los dos anteriores, en un ciclo de 20 segundos, limitada al sector entre 265° y 116°. Su alcance nominal nocturno es de 13 millas náuticas. También tiene instalada una sirena que emite la letra M en código morse cada 15 segundos.